# 보그단 디클리치
보그단 디클리치(세르비아어: Богдан Диклић, Bogdan Diklić, 세르보크로아티아어 발음: [bǒɡdan dǐklitɕ], 1953년 8월 1일~)는 세르비아의 배우이다.

## 출연 작품

### 영화
- 네임: 도브리차, 라스트 네임: 언노운 (2016년)
- 마마로스 (2013년)
- 어 스트레인저 (2013년)
- 순회공연 (2008년)
- 트랩 (2007년)
- 카라울라 (2006년)
- 그르바비차 (2005년)
- 테이크 어 딥 브레스 (2004년) - 밀로스 역
- 빨간 회색 트럭 (2004년)
- 퓨즈 (2003년)
- 빗나간 과녁 (2001년)
- 노 맨스 랜드 (2001년)
- 모텔 휠스 (1999년)
- 화약고 (1998년)
- 비극적인 풍자극 (1995년)
- 티토와 나 (1992년)
- 만남의 장소 (1989년)
- 투영 (1987년)
- 대만식 카드놀이 (1985년)
- 행복의 세가지 조건 (1985년)
- 인 더 죠즈 오브 라이프 (1984년)